# Biyeolhan geori
Caminhos do Crime (em coreano: 비열한 거리, romanizado para Biyeolhan geori; também conhecido pela forma anglófona A Dirty Carnival) é um filme sul-coreano de 2006, dirigido por Ha Yu.
Esse filme mostra o karaokê como um dos grandes passatempos dos coreanos.

## Sinopse
Kim, um gângster que outrora tivera muito prestígio, acha que está em crise com sua organização. Depois de alguns acontecimentos que o levam a pensar nisso, ele sente que um grande projeto pode mudar o seu rumo e que ele volte a ser respeitado. No encontro com um velho amigo, um cineasta que quer fazer um filme sobra gângsters, Kim o ajuda descrevendo a sua vida. Também há o seu romance com uma vendedora de livros,o que o leva a pensar que sua vida não anda tão boa.